# 乌斯特
乌斯特（德語：Uster，發音：[ˈʊstər]，發音：[uʃːtər]），是瑞士苏黎世州的市镇和乌斯特区的首府。该市位于格赖芬湖岸边，面积为28.56平方公里，2018年12月31日人口数为34,715，是苏黎世州第三大城市。随着苏黎世交通协会对苏黎世轻轨网络的建设，该市的重要性日益增加。

## 地理
乌斯特位于苏黎世州的中心，面积为28.56平方公里，是乌斯特区最大的市镇，也是苏黎世州第三大城市。该市位于格赖芬湖以东，距离苏黎世13公里。
乌斯特用地类型中，占比最大的是耕地，占到全市总面积的44.5％。此外，森林占总面积的27%，房屋用地占18.4％，交通用地占7.8%，水域面积占比0.4％。
乌斯特在北部与沃克茨维尔以及费拉尔托夫的一角接壤，东部毗邻普费菲孔和塞格雷本，南部与戈绍和门希阿尔托夫相接，西北部毗邻格赖芬塞。